# 麦谷眞里
麦谷 眞里（むぎたに まさと、1952年 - ）は、日本の医師、厚生官僚、医学者、奇術師。名の「眞」は「真」の旧字体のため、新字体で麦谷 真里（むぎたに まさと）とも表記される。
国立国際医療センター国際医療協力局局長、厚生労働省大臣官房審議官、東京医科大学医学総合研究所教授、学校法人ありあけ国際学園理事長などを歴任した。

## 概要
新潟県出身の厚生官僚である。技官として厚生省に入省し、世界保健機関に勤務したのち、厚生省のエイズ疾病対策課、厚生労働省の老人保健課、医療課にてそれぞれ課長を務めた。国立国際医療センター国際医療協力局局長を経て厚生労働省の大臣官房審議官となった。退官後は東京医科大学に転じ、医学総合研究所の教授となった。また、アマチュアマジシャンとしても知られている。

## 来歴

### 生い立ち
1952年、新潟県生まれ。新潟大学医学部卒業。アメリカのジョンズ・ホプキンズ大学大学院修了。20歳のときに高木重朗に師事する。多くの奇術関連の書籍を執筆している。

### 厚生官僚として

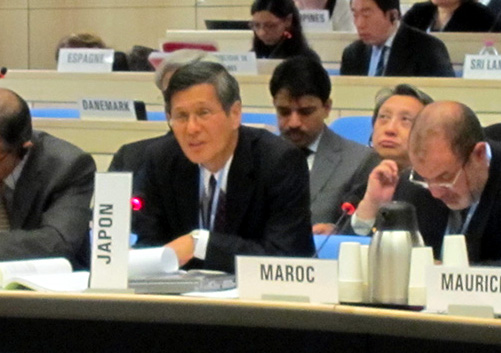
2011年1月、世界保健機関執行理事会の会合にて世界保健機関執行理事尾身茂（前列中央）らと

厚生労働省の医系技官であり、WHO本部勤務や厚生省（当時）の国際協力室長、疫病対策課長、厚生労働省保険局医療課長、東海北陸厚生局長などを歴任。2012年現在、厚生労働省 審議官（がん対策、国際保健、医政担当）在職。
厚生労働省を退官後は、東京医科大学医学総合研究所教授を務めた。2015年より保健医療経営大学を設置・運営する学校法人ありあけ国際学園にて理事長となる。

## 主な著作

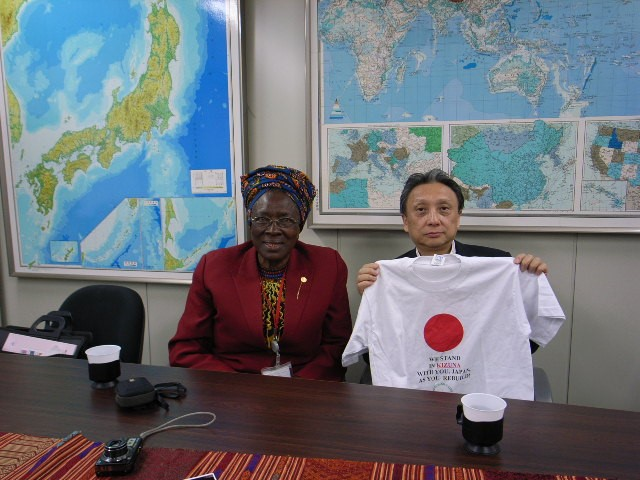
2011年10月7日、国家エイズ対策委員会委員長ミリアム・ウェレ（左）と

- 『カードマジック入門事典』（高木重朗との共著） 東京堂出版、1987年。
- 『即席マジック入門事典』 東京堂出版、1997年。
- 『クラシック・マジック入門事典』 東京堂出版、2005年。
- 『実践カードマジック事典』 東京堂出版、2007年。

## 関連人物
- 高木重朗